# Mendoncella
Mendoncella là một chi thực vật có hoa trong họ Orchidaceae.